# Férfi négypárevezős a 2008. évi nyári olimpiai játékokon
A 2008. évi nyári olimpiai játékokon az evezés férfi négypárevezős versenyszámát augusztus 10. és augusztus 17. között rendezték a Shunyi evezőspályán.

## Eredmények
Az idők másodpercben értendők. A rövidítések jelentése a következő:
- QS: Elődöntőbe jutás helyezés alapján
- QA: Az A-döntőbe jutás helyezés alapján
- QB: A B-döntőbe jutás helyezés alapján

### Előfutamok
Három előfutamot rendeztek, öt, illetve négy-négy hajóval. Az első három helyezett automatikusan az elődöntőbe került, a többiek a reményfutamba.
| Helyezés | Nemzet                                                                                            | Idő      | Mj       |
| 1. futam | 1. futam                                                                                          | 1. futam | 1. futam |
| -------- | ------------------------------------------------------------------------------------------------- | -------- | -------- |
| 1.       | Ausztrália (AUS) · Chris Morgan, James McRae, Brendan Long, Daniel Noonan                         | 5:36,20  | QS       |
| 2.       | Olaszország (ITA) · Luca Agamennoni, Rossano Galtarossa, Simone Raineri, Simone Venier            | 5:36,42  | QS       |
| 3.       | Oroszország (RUS) · Szergej Fedorovcev, Nyikita Morgacsov, Igor Szalov, Nyikolaj Szpinyov         | 5:39,18  | QS       |
| 4.       | Észtország (EST) · Igor Kuzmin, Vladimir Latin, Allar Raja, Kaspar Taimsoo                        | 5:42,22  |          |
| 5.       | Csehország (CZE) · Milan Doleček, Jr., Jakub Hanák, David Jirka, Petr Vitásek                     | 6:00,98  |          |
| 2. futam |                                                                                                   |          |          |
| 1.       | Lengyelország (POL) · Konrad Wasielewski, Marek Kolbowicz, Michał Jeliński, Adam Korol            | 5:38,76  | QS       |
| 2.       | Franciaország (FRA) · Julien Bahain, Cédric Berrest, Jonathan Coeffic, Pierre-Jean Peltier        | 5:41,75  | QS       |
| 3.       | Fehéroroszország (BLR) · Kiril Lemjaskevics, Aljakszandr Novikav, Valerij Radzevics, Pavel Surmej | 5:43,73  | QS       |
| 4.       | Kuba (CUB) · Yuleidys Cascaret, Janier Concepción, Ángel Founier, Yoennis Hernández               | 5:44,68  |          |
| 3. futam |                                                                                                   |          |          |
| 1.       | Ukrajna (UKR) · Szerhij Hriny, Volodimir Pavlovszkij, Oleh Likov, Szerhij Bilouscsenko            | 5:40,11  | QS       |
| 2.       | Németország (GER) · René Bertram, Hans Gruhne, Stephan Krüger, Christian Schreiber                | 5:43,48  | QS       |
| 3.       | Egyesült Államok (USA) · Matt Hughes, Sam Stitt, Jamie Schroeder, Scott Gault                     | 5:45,77  | QS       |
| 4.       | Szlovénia (SLO) · Gašper Fistravec, Janez Jurše, Jernej Jurše, Janez Zupanc                       | 5:57,02  |          |

### Reményfutam
A reményfutamot négy résztvevővel rendezték. Az első három helyezett bejutott az elődöntőbe, a negyedik helyezett kiesett.
| Helyezés | Nemzet                                                                              | Idő     | Mj |
| -------- | ----------------------------------------------------------------------------------- | ------- | -- |
| 1.       | Észtország (EST) · Igor Kuzmin, Vladimir Latin, Allar Raja, Kaspar Taimsoo          | 6:01,46 | QS |
| 2.       | Kuba (CUB) · Yuleidys Cascaret, Janier Concepción, Ángel Founier, Yoennis Hernández | 6:03,56 | QS |
| 3.       | Csehország (CZE) · Milan Doleček, Jr., Jakub Hanák, David Jirka, Petr Vitásek       | 6:04,95 | QS |
| 4.       | Szlovénia (SLO) · Gašper Fistravec, Janez Jurše, Jernej Jurše, Janez Zupanc         | 6:12,64 |    |

### Elődöntők
Két elődöntőt rendeztek, hat-hat részvevővel. Az első három helyezett bejutott az A-döntőbe, a többiek a B-döntőbe kerültek.
| Helyezés | Nemzet                                                                                            | Idő      | Mj       |
| 1. futam | 1. futam                                                                                          | 1. futam | 1. futam |
| -------- | ------------------------------------------------------------------------------------------------- | -------- | -------- |
| 1.       | Lengyelország (POL) · Konrad Wasielewski, Marek Kolbowicz, Michał Jeliński, Adam Korol            | 5:51,29  | QA       |
| 2.       | Ausztrália (AUS) · Chris Morgan, James McRae, Brendan Long, Daniel Noonan                         | 5:52,93  | QA       |
| 3.       | Németország (GER) · René Bertram, Hans Gruhne, Stephan Krüger, Christian Schreiber                | 5:53,56  | QA       |
| 4.       | Csehország (CZE) · Milan Doleček, Jr., Jakub Hanák, David Jirka, Petr Vitásek                     | 5:56,38  | QB       |
| 5.       | Oroszország (RUS) · Szergej Fedorovcev, Nyikita Morgacsov, Igor Szalov, Nyikolaj Szpinyov         | 5:59,56  | QB       |
| 6.       | Fehéroroszország (BLR) · Kiril Lemjaskevics, Aljakszandr Novikav, Valerij Radzevics, Pavel Surmej | 6:06,80  | QB       |

| Helyezés | Nemzet                                                                                     | Idő      | Mj       |
| 2. futam | 2. futam                                                                                   | 2. futam | 2. futam |
| -------- | ------------------------------------------------------------------------------------------ | -------- | -------- |
| 1.       | Olaszország (ITA) · Luca Agamennoni, Rossano Galtarossa, Simone Raineri, Simone Venier     | 5:51,20  | QA       |
| 2.       | Egyesült Államok (USA) · Matt Hughes, Sam Stitt, Jamie Schroeder, Scott Gault              | 5:52,81  | QA       |
| 3.       | Franciaország (FRA) · Julien Bahain, Cédric Berrest, Jonathan Coeffic, Pierre-Jean Peltier | 5:53,04  | QA       |
| 4.       | Észtország (EST) · Igor Kuzmin, Vladimir Latin, Allar Raja, Kaspar Taimsoo                 | 5:54,57  | QB       |
| 5.       | Ukrajna (UKR) · Szerhij Hriny, Volodimir Pavlovszkij, Oleh Likov, Szerhij Bilouscsenko     | 6:03,71  | QB       |
| 6.       | Kuba (CUB) · Yuleidys Cascaret, Janier Concepción, Ángel Founier, Yoennis Hernández        | 6:04,99  | QB       |

### Döntők

#### B-döntő
A B-döntőt hat egységgel rendezték. A futam első helyezettje összesítésben a hetedik helyen végzett.
| Helyezés (Összesített) | Nemzet                                                                                            | Idő     |
| ---------------------- | ------------------------------------------------------------------------------------------------- | ------- |
| 1. (7.)                | Oroszország (RUS) · Szergej Fedorovcev, Nyikita Morgacsov, Igor Szalov, Nyikolaj Szpinyov         | 5:46,17 |
| 2. (8.)                | Ukrajna (UKR) · Szerhij Hriny, Volodimir Pavlovszkij, Oleh Likov, Szerhij Bilouscsenko            | 5:47,89 |
| 3. (9.)                | Észtország (EST) · Igor Kuzmin, Vladimir Latin, Allar Raja, Kaspar Taimsoo                        | 5:48,12 |
| 4. (10.)               | Csehország (CZE) · Milan Doleček, Jr., Jakub Hanák, David Jirka, Petr Vitásek                     | 5:50,07 |
| 5. (11.)               | Fehéroroszország (BLR) · Kiril Lemjaskevics, Aljakszandr Novikav, Valerij Radzevics, Pavel Surmej | 5:50,74 |
| 6. (12.)               | Kuba (CUB) · Yuleidys Cascaret, Janier Concepción, Ángel Founier, Yoennis Hernández               | 5:52,66 |

#### A-döntő
Az A-döntőt hat résztvevővel rendezték.
| Helyezés | Nemzet                                                                                     | Idő     |
| -------- | ------------------------------------------------------------------------------------------ | ------- |
| Arany    | Lengyelország (POL) · Konrad Wasielewski, Marek Kolbowicz, Michał Jeliński, Adam Korol     | 5:41,33 |
| Ezüst    | Olaszország (ITA) · Luca Agamennoni, Rossano Galtarossa, Simone Raineri, Simone Venier     | 5:43,57 |
| Bronz    | Franciaország (FRA) · Julien Bahain, Cédric Berrest, Jonathan Coeffic, Pierre-Jean Peltier | 5:44,34 |
| 4.       | Ausztrália (AUS) · Chris Morgan, James McRae, Brendan Long, Daniel Noonan                  | 5:44,68 |
| 5.       | Egyesült Államok (USA) · Matt Hughes, Sam Stitt, Jamie Schroeder, Scott Gault              | 5:47,64 |
| 6.       | Németország (GER) · René Bertram, Hans Gruhne, Stephan Krüger, Christian Schreiber         | 5:50,96 |